# Melegena cyanea
Melegena cyanea är en skalbaggsart som beskrevs av Francis Polkinghorne Pascoe 1871. Melegena cyanea ingår i släktet Melegena och familjen långhorningar.
Artens utbredningsområde är Laos. Inga underarter finns listade i Catalogue of Life.